# 대한민국 내각수반비서실
대한민국 내각수반비서실은 대한민국의 옛 중앙행정기관으로 1962년 4월 20일부터 1963년 12월 17일까지 존속했던 내각수반의 비서실이다.
실장은 1급공무원으로 보했다.

## 연혁
- 1962년 4월 10일 : 국무총리를 폐지하고 내각수반으로 개편, 국무총리비서실을 폐지하고 내각수반비서실로 변경.
- 1963년 12월 17일 : 내각수반을 폐지하고 국무총리로 개편, 내각수반비서실을 폐지하고 국무총리비서실로 변경.